# Elizabeth Twining

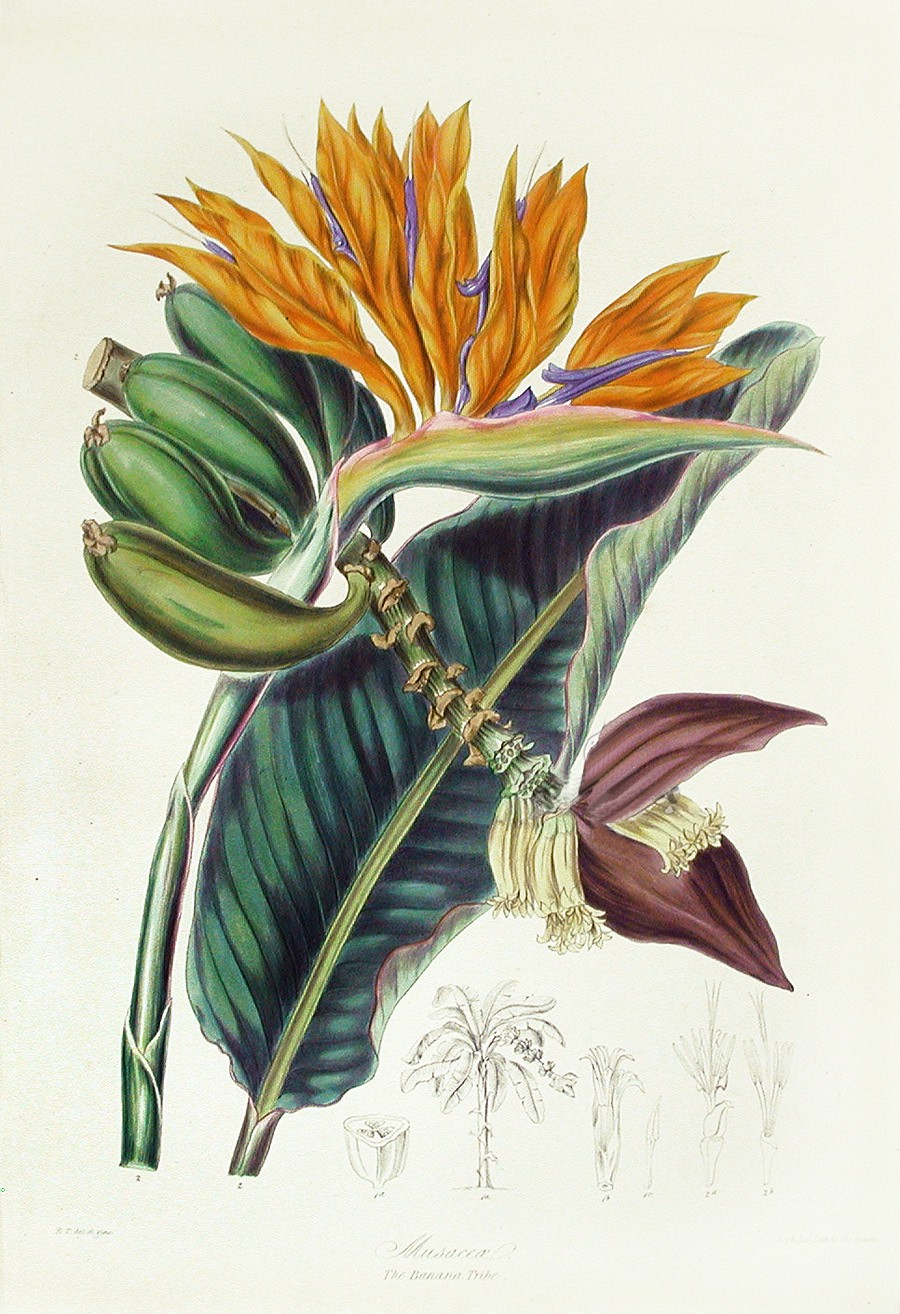
Litografia da Elizabeth Twining

Elizabeth Twining (1805 – 1889) è stata un'illustratrice botanica britannica.

## Biografia
Fu una dei nove figli di Richard Twining e di sua moglie Elizabeth Mary Smythies. Cresciuta in un'area privilegiata di Londra, imparò arte e disegno come parte fondamentale della sua educazione di alto livello. Iniziò a disegnare piante e fiori ispirata da Curtis's Botanical Magazine e dal Royal Horticultural Society a Chiswick Garden.
Scrisse e illustrò diversi libri sul tema: tra i più noti i volumi Illustrations of the Natural Order of Plants (volume I nel 1849, volume II nel 1855) che includono 160 litografie a colori dipinte a mano e realizzate basandosi sulle osservazioni fatte presso i Royal Botanical Gardens a Kew e il Lexden Park a Colchester.
Twining era anche una filantropa, come lo sarà anche sua sorella minore Louisa, ed era molto implicata nell'educazione femminile. Fu una delle fondatrici del Bedford College e del Queen's College.
Elizabeth Twining morì nel 1889. La maggior parte delle sue creazioni artistiche contribuiscono oggi ad arricchire la collezione del British Museum.